# Pedro de Abreu
Fray Pedro de Abreu fue un escritor español del siglo XVI, religioso de la orden de los franciscanos. Estudió en el convento de San Francisco en Sevilla, donde años después fue lector de teología, así como en la universidad de Osuna.

## Obras
Se conservan varias obras escritas por Abreu:
- Exposición del himno que hicieron los tres mancebos en el horno de Babilonia, publicada en Cádiz en 1610.
- En las palabras de la Virgen Nuestra Señora (enlace roto disponible en Internet Archive; véase el historial, la primera versión y la última)., Cádiz, 1617.
- Historia del saqueo de Cádiz por los ingleses en 1596, escrita poco después de la toma y saqueo de Cádiz por las tropas anglo-neerlandesas del Robert Devereux, II conde de Essex, fue vetada en su época por la postura crítica hacia la defensa española de la ciudad. Fue publicada por primera vez en 1866; en esta edición se incluyó también su Descripción de la antigua isla y ciudad de Cádiz.